# تترای رولوف
تترای رولوف یا تترای دارف سیرالئون (نام علمی: Ladigesia roloffi)، گونه‌ای از تتراهای آفریقایی است که در حوزه آبریز کشورهای سیرالئون و لیبریا درقاره آفریقا یافت می‌شود. دارف سیرالئون تنها عضو این سرده است. این ماهی به افتخار آکواریومیست آلمانی ارهارد رولوف (۱۹۰۳–۱۹۸۰) نامگذاری شده است. آنها یک گونه اجتماعی هستند که عموماً در گله‌هایی در اعماق متوسط و سطح آب شیرین زندگی می‌کنند. در حدود پنج سال عمر می‌کند. متأسفانه در حدود نود و هفت درصد از زیستگاه طبیعی آنها از بین رفته است.

## در آکواریوم
تترای رولوف در میان ماهی‌های آکواریومی با نام تترای ژله‌ای نیز شناخته می‌شود. آنها آب نرم و اسیدی را ترجیح می‌دهند. آنها غذای پرک استاندارد مصرف خواهند کرد. این گونه ماهی‌های آرام و سرزنده ای هستند. دمای ایده‌آل آنها برای زندگی بین ۲۲ و ۲۶ درجه سلسیوس (۷۲ و ۷۹ درجه فارنهایت) است.